# Oeëlkal
Oeëlkal (Russisch: Уэлькаль) is een plaats (selo) en selskoje poselenieje in het district Ioeltinski van de Russische autonome okroeg Tsjoekotka. De plaats ligt op de schoorwal rond de Oeëlkallagune, ten westen van Kaap Oeëlkal, aan westzijde van de monding van de Krestabaai in de Golf van Anadyr en op ongeveer 100 kilometer ten zuiden van het districtcentrum Egvekinot. De plaats wordt beschouwd als de westelijkste Russische plaats van het westelijk halfrond, alsook de westelijkste Eskimonederzetting ter wereld.
De oorsprong van de naam Oeëlkal is onbekend. Volgens een versie is het een verbastering van de naam van Kaap Annjoealkal (Мыс Аннюалькаль) ten noorden van de plaats, volgens een andere komt het van het Inuitwoord valkalyk (валъкалык), wat "walvistanden" betekent.
De plaats telt 258 inwoners (2002), waarvan 202 uit de noordelijke Siberische volkeren, met name Inuit. De Inuit zijn grotendeels afstammelingen van Inuit die in de jaren 1927 en 1928 door de Sovjetoverheid werden verplaatst vanuit het dorpje Tsjaplino op Kaap Tsjaplino, waar het grootste deel van het wild was weggevist door buitenlandse walvisvaarders. In de nabijheid van de plaats zijn op de schoorwal echter overblijfselen gevonden van een prehistorische Inuitnederzetting. De belangrijkste economische activiteit van de Inuit is de jacht op zeehonden, walrussen en walvissen. In de sovjetperiode was er ook een pelsdierhouderij (blauwvossen) met kleermakerij, maar deze is sindsdien gesloten.
In de plaats bevinden zich een middelbare school, een feldsjer- en verloskundig centrum, apotheek, communicatiecentrum en een winkel. Het nationaal Inuitensemble Imlja (Inuit: belek; "wit zeehondenjong") uit Oeëlkal treedt op tijdens twee festivals in het dorp:
- Oennannik (Уннанник) op de eerste dag van de uitvaart van de jagers, wordt begeleid door een religieuze rite door een sjamaan een baidara (lange Inuitkano) met stukken vlees, thee en tabak de zee in gestuurd alvorens de jagers de zee op mogen. Dit festival gaat gepaard met rituele dansen op de oever en de uitwisseling van eten, totdat de baidara uit het oog verdwenen is;
- Pol'a (Полъа) bij de aankomst van de eerste gevangen en geslachte walvis in het dorp. De walvis wordt 'verwelkomd' door een oudere man met een klein meisje in jongenskleren die de walvis een halve kom water 'aanbieden'. De rest van de kom wordt opgedronken door beiden, waarna de oudere stukjes vin afsnijdt en in zee gooit, waarmee de ceremoniële terugkeer van de ziel van de walvis naar zijn natuurlijke thuis wordt weergegeven. De jager die de walvis heeft gevangen vervult de functie van ceremoniemeester en biedt de deelnemers aan het festival een maal aan van walvishuid met vet (de mantak).

## Nabij de plaats
In de zomer van 1942 werd ten zuidwesten van Oeëlkal een vliegveld aangelegd door Goelagdwangarbeiders van de Dalstroj nabij de plaats die werd gebruikt als tussenstation voor vliegtuigen naar Krasnojarsk die op basis van het Amerikaanse leen- en pachtverdrag de sovjets bevoorraden (de Alsib-route). Eind jaren 1950 was dit vliegveld nog in gebruik, maar sindsdien is het gesloten. De Alsib en de rol van Oeëlkal hierbinnen werd in 2006 verfilmd in het docudrama Peregon van Aleksandr Rogozjkin.
Ten noordwesten van de plaats (65° 33′ 2″ NB, 179° 20′ 5″ WL) staat het straalstation Kazan (20/103; o.b.v. troposferische propagatie).
Bestuurlijk centrum: Egvekinot

Amgoeëma · Billings · Ioeltin(†) · Konergino · Leningradski(†) · Mys Sjmidta · Noetepelmen · Oeëlkal · Oesjakovskoje(†) · Ozjorny · Poljarny(†) · Ryrkajpi · Vankarem · Vostotsjny(†)